# Otto Martler
Otto Martler (sinh ngày 14 tháng 4 năm 1987) là một cầu thủ bóng đá người Thụy Điển thi đấu cho Halmstads BK ở vị trí thủ môn.